# 碎米荠
碎米荠（学名：Cardamine hirsuta）是十字花科碎米荠属的植物。分布在全球温带地区以及中国大陆等地，生长于海拔400米至1,000米的地区，多生在荒地、山坡、路旁和耕地的草丛中。在中国约有39种和29变种。花期在2~4月，果期4~6月。

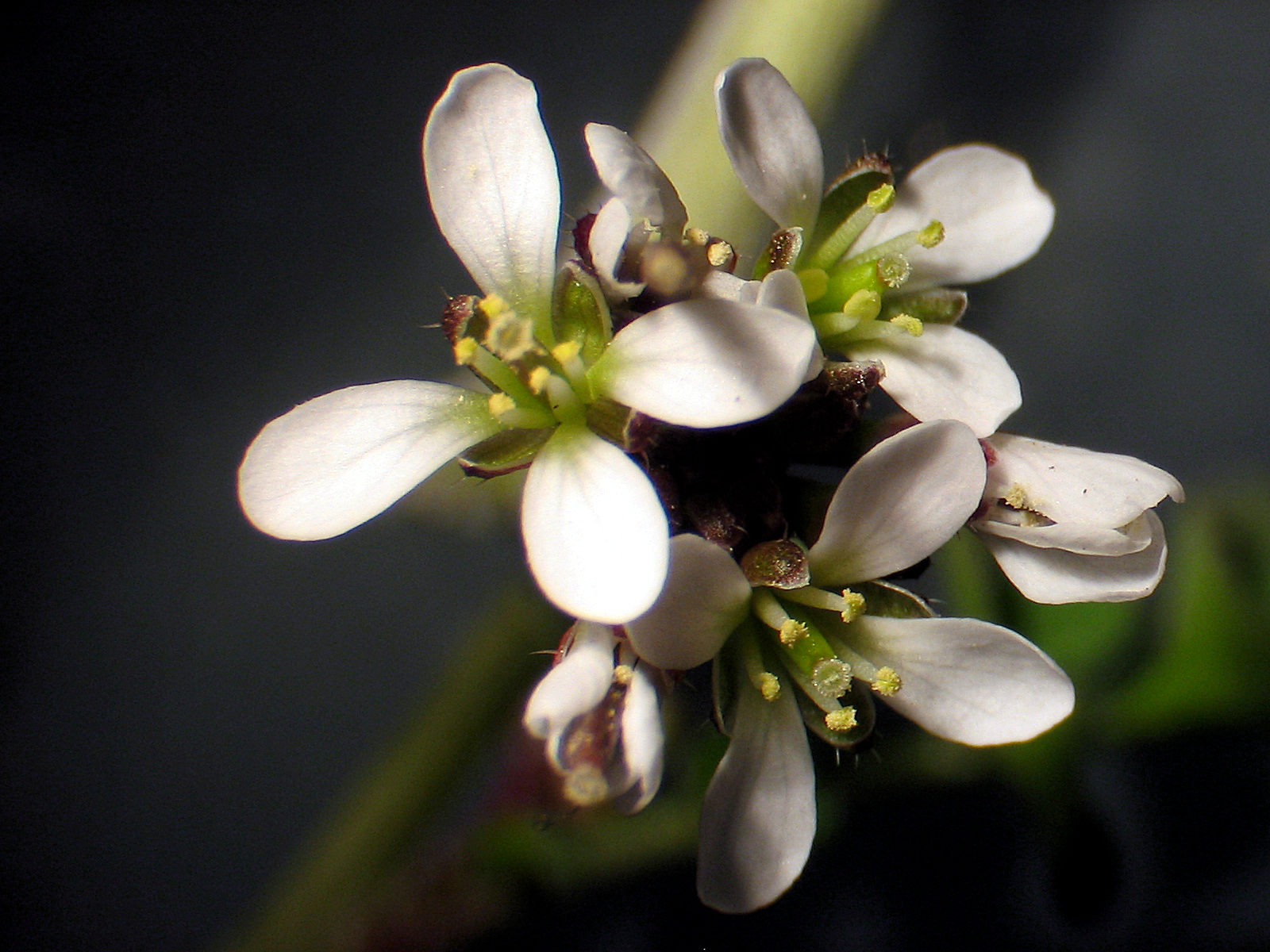
花

## 形态与特征
株高15~35厘米，茎纤弱，被有柔毛。具有小叶2~5对，顶生小叶最大。总状花序顶生，小花多数，花梗纤细；白色花瓣4枚，倒卵形，呈十字型排列。

## 生长习性
耐阴、耐寒，喜湿润土壤，生长于海拔400米至1,000米的地区，分布于全球，主要产自温带地区。多生在荒地、山坡、路旁和耕地的草丛中。

## 分布
碎米荠原产于欧洲，东至高加索，南至北非，在中国全国广布。

## 用途
碎米荠有些种类可供药用，性平、味甘，可祛风除湿，清热解毒。碎米荠是优质的野菜，可凉拌、做汤、做馅，味道清鲜。有些种子可用于榨油。

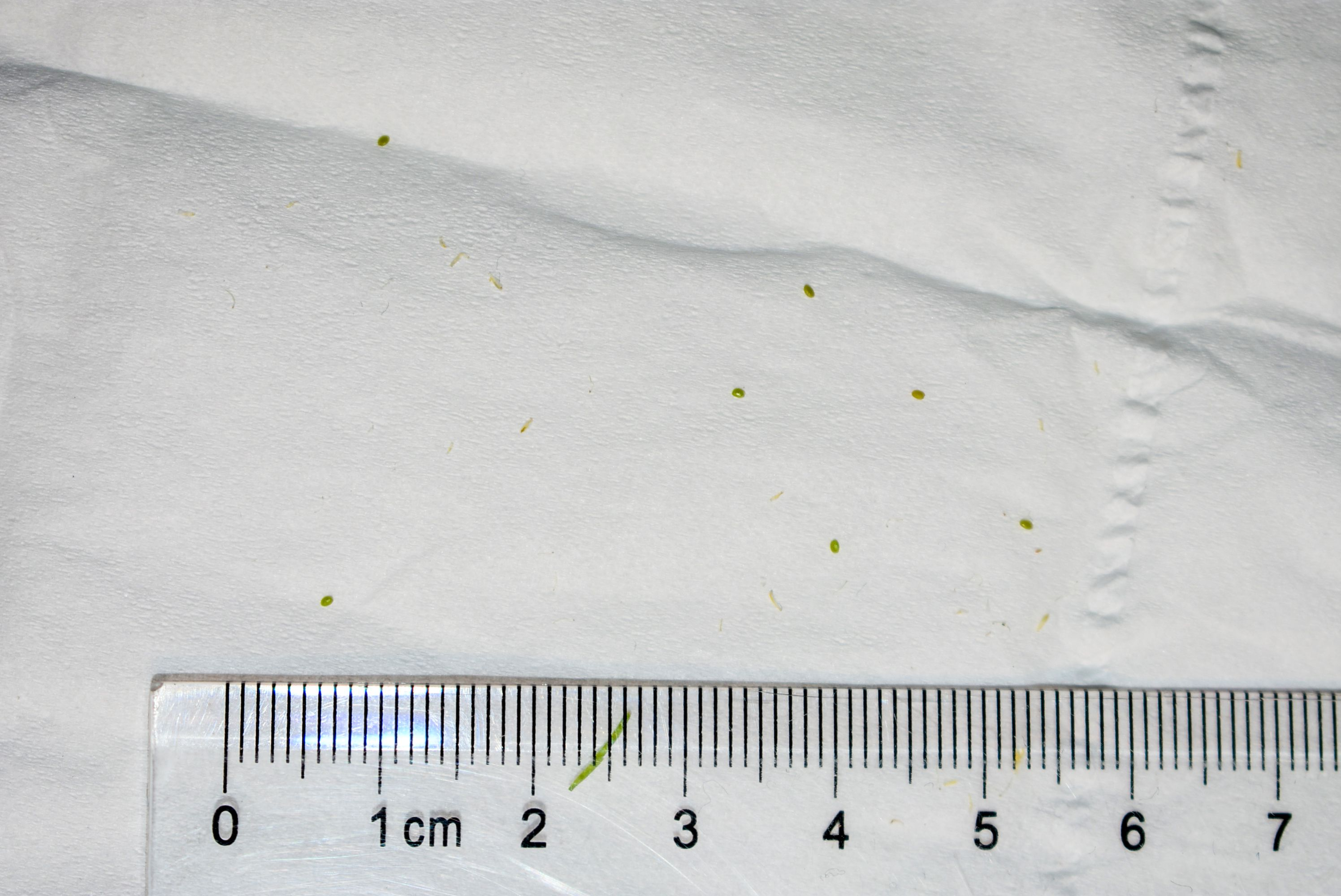
碎米荠的种子

## 部分变种
- 宝岛碎米荠（学名：Cardamine hirsuta var. formosana）是十字花科碎米荠属碎米荠的变种。分布在台湾等地，见于阴湿地。
- 峨眉碎米荠（学名：Cardamine hirsuta var. omeiensis）是十字花科碎米荠属碎米荠的变种。分布在中国大陆的四川等地，多生在高山顶湿地。
- 圆裂碎米荠（学名：Cardamine hirsuta var. rotundiloba）是十字花科碎米荠属碎米荠的变种。分布于台湾岛等地，常生长在潮湿地。